# Nīcgale (stacja kolejowa)
Nīcgale (ros. Ницгале) – stacja kolejowa w miejscowości Nīcgale, w gminie Dyneburg, na Łotwie. Leży na linii Ryga - Dyneburg.
Stacja powstała w XIX w. na trasie Kolei Rysko-Dyneburskiej (przedłużonej później do Witebska).